# Shoddy Heat
«Shoddy Heat» (titulado «Pasión mezquina» en Hispanoamérica y «Calor en el cuerpo» en España) es el cuarto episodio de la trigésimo sexta temporada de la serie de televisión animada estadounidense Los Simpson, y el 772 en total. Se emitió en los Estados Unidos en Fox el 27 de octubre de 2024. El episodio fue escrito por Jeff Westbrook y dirigido por Gabriel DeFrancesco.
En este episodio, un cadáver obliga al abuelo a revelar su vida como detective privado y el misterio de la desaparición de su compañero. Topher Grace actuó como estrella invitada en el papel de Billy O'Donnell. El episodio recibió críticas entre mixtas y negativas.

## Trama
Para escapar del calor, la familia Simpson visita al abuelo Simpson en la residencia de ancianos para usar su aire acondicionado. El abuelo impide que Homer sienta el aire fresco mientras Homer Simpson le acusa de no hacer nunca nada bueno por él. La policía llega y pide ayuda al abuelo. En el cementerio, donde se están trasladando tumbas para una nueva construcción, encuentran un ataúd con dos cadáveres y una tarjeta de visita de la agencia de detectives de Grampa. El abuelo explica que era detective privado con Billy O'Donnell. Agnes Skinner les pidió que investigaran a su novio, el Sr. Burns, de quien sospechaba que le estaba siendo infiel. El abuelo estaba ocupado cuidando a Homer, así que Billy investigó y nunca regresó. El abuelo nunca buscó a Billy. La policía lo nombra persona de interés.
A Homer no le sorprende que el abuelo nunca buscara a Billy, mientras que Lisa Simpson quiere investigar. Analiza la tarjeta de visita con un kit forense y encuentra sangre del tipo AB negativo en ella. Visita el DMV para encontrar la información de Billy que confirma que el tipo de sangre coincide. Visita al abuelo mientras la policía vigila el exterior. Los registros muestran que el coche de Billy fue abandonado donde ahora se encuentra la Central Nuclear. El abuelo le dice que no investigue, pero ella se siente decepcionada por su comportamiento. El abuelo admite que investigó la desaparición de Billy. Entrevistó a Agnes y comenzó una relación romántica. Confiesa que siguieron a Burns y Agnes se quedó en el coche de Billy mientras él iba solo pero nunca regresó. El abuelo visitó a Burns, pero se niega a contarle a Lisa lo sucedido porque arruinaría a Homer.
El abuelo escapa de la policía. Agnes le muestra a Grampa el polvo que había cerca del coche de Billy. En la mansión de Burns, Grampa revela que 40 años antes, Burns dijo que había enviado a Billy al paraíso, pero Grampa juró seguir investigando. Al ver que Homer se comportaba tontamente, Burns detiene al Abuelo ofreciéndole darle un trabajo a Homer cuando crezca y no despedirle nunca. En el presente, Homer oye esto y da las gracias al abuelo, que deduce que el polvo es de las guías telefónicas utilizadas para construir la central eléctrica. Acusa a Burns de haber matado a Billy al descubrirlo, pero Burns telefonea a Billy, demostrando que le enviaron a un paraíso tropical para silenciarle. Billy le dijo a Agnes que se lo contara al abuelo, pero Agnes quería que el abuelo matara a Burns para heredar su fortuna.
Más tarde, Lisa pregunta a la policía quién estaba en el ataúd y le dicen que era el impresor de tarjetas de visita que quería ser enterrado con su mujer, ya que el jefe Wiggum ha rescatado algunas tarjetas de visita de la tumba.

## Producción
En la promoción del episodio, el productor ejecutivo Al Jean dijo que resolvería un misterio que le había intrigado desde el comienzo de la serie. Jean también organizó un concurso para regalar guiones firmados a los fans que adivinaran la respuesta correctamente. Topher Grace actuó como estrella invitada en el papel de Billy O'Donnell. Anteriormente, Grace participó como estrella invitada en el episodio de la decimonovena temporada «The Debarted» como un personaje diferente.